# Rubus sanctus
Rubus sanctus är en rosväxtart som beskrevs av Johann Christian Daniel von Schreber. Rubus sanctus ingår i släktet rubusar, och familjen rosväxter. Inga underarter finns listade i Catalogue of Life.

## Bildgalleri

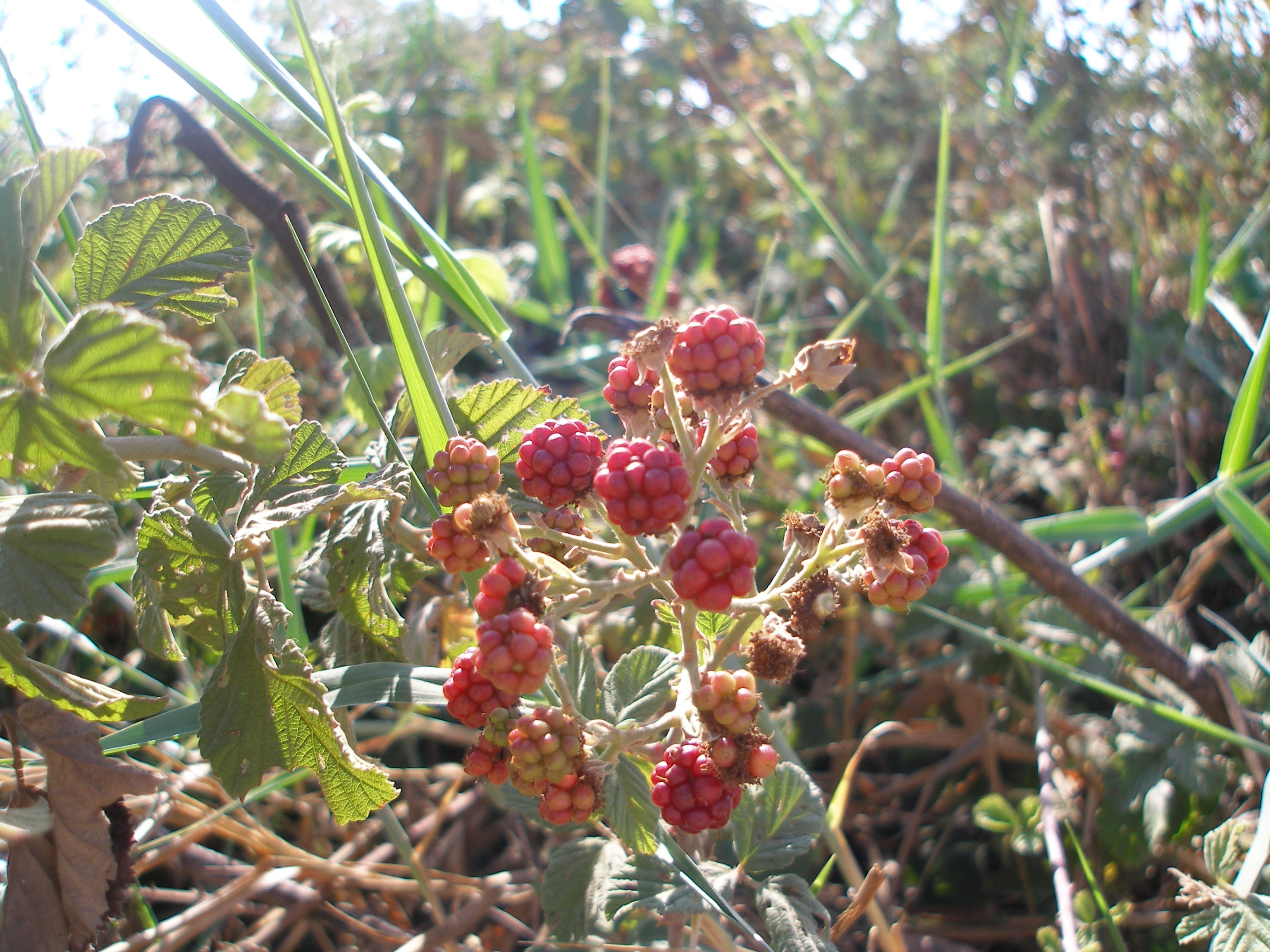
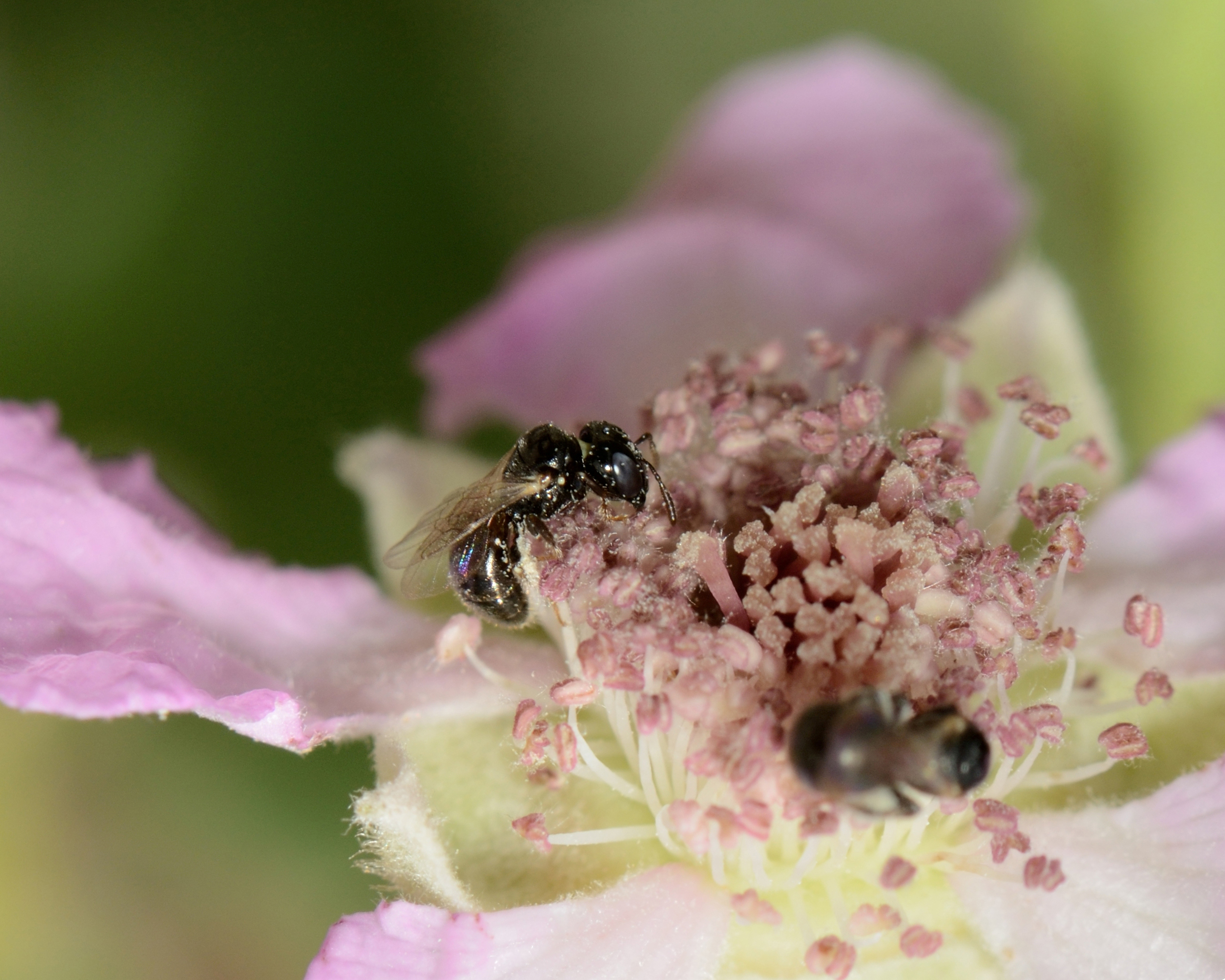
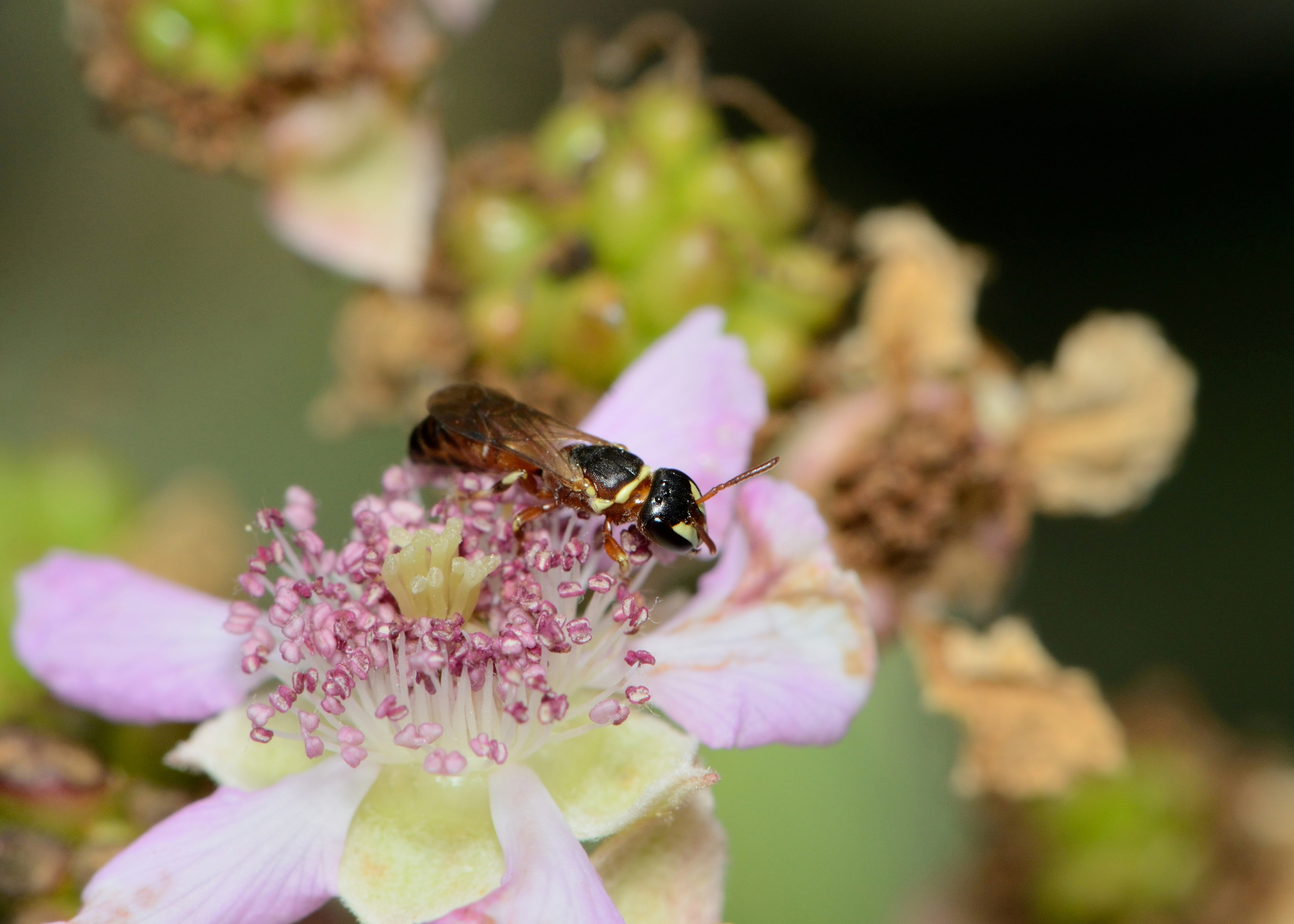
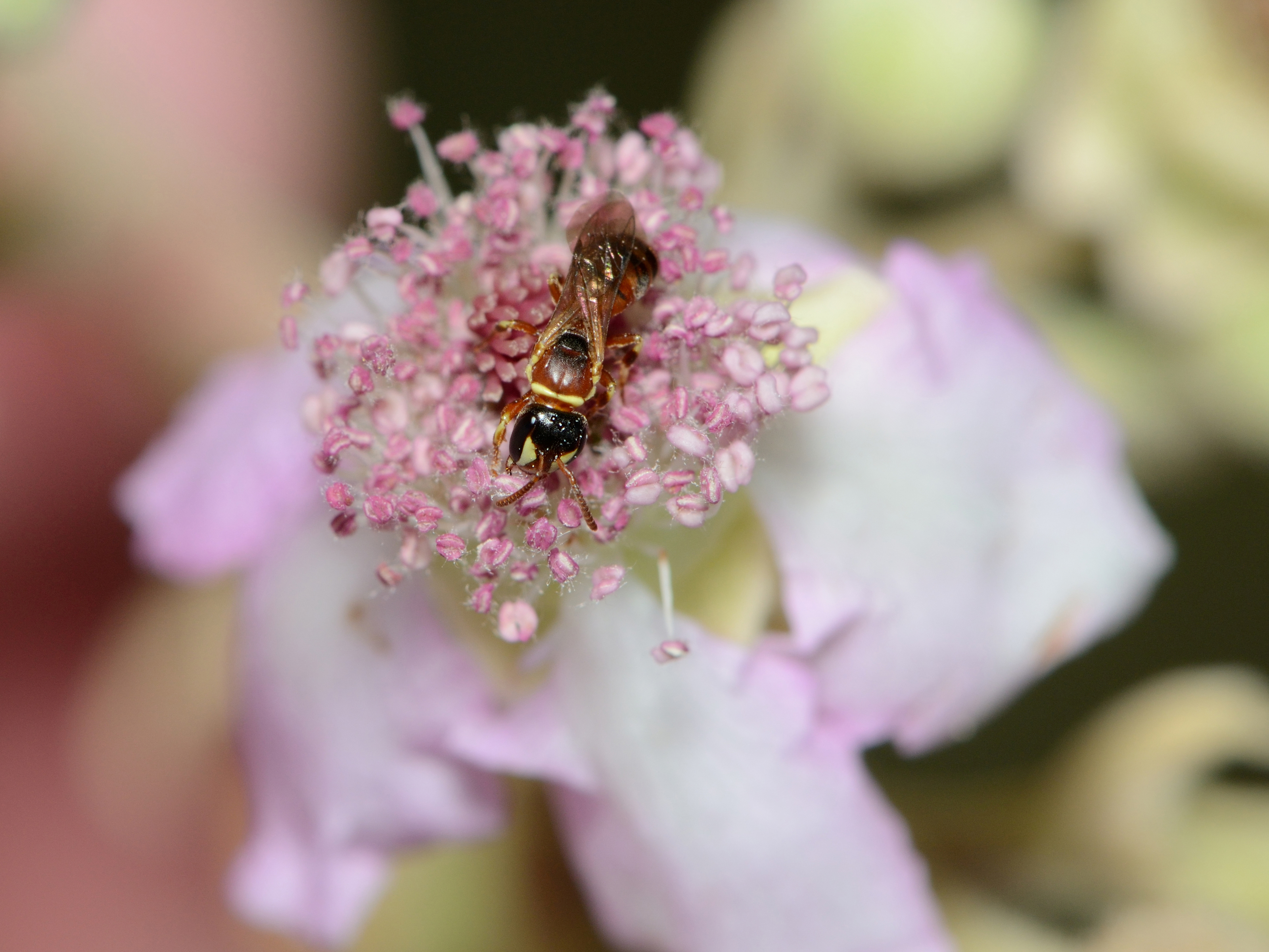